# Pârtia Molivișu

Masivul Ghițu

Pârtia Molivișu este o pârtie de schi aflată pe partea nordică a masivului Ghițu.

## Căi de acces
Accesul se face din două direcții:
1. Pe DN7C Transfăgărășan, în dreptul lacului Vidraru
2. Pe DJ703I, pe Valea Vâlsanului.[1]